# Бухарник мягкий
Буха́рник мя́гкий (лат. Hólcus móllis) — вид цветковых растений рода Бухарник (Holcus) семейства Злаки (Poaceae).

## Ареал
В природе вид встречается в Европе и Западной Азии, был искусственно завезён в Северную Америку.

## Ботаническое описание

### Вегетативные органы
Многолетнее травянистое корневищное растение высотой до 50 см. Корневища располагаются в почве на глубине около 5 см, иногда суть глубже. Рост корневищ происходит с мая по ноябрь, но наиболее интенсивен он с середины июня до середины июля. На корневище находится множество спящих почек, не развивающихся, пока корневище не повреждено, однако при его повреждении за счёт этих почек растение даёт новые наземные побеги. Самая ближняя к земле часть стеблей коричнево-красная. Безлистые стебли слабо опушены, но имеют 4-7 узлов с обильными волосками. Листовые влагалища окружают стебель сзади, они гладкие или еле опушены. Лигулы плёнчатые, зазубренные по краям, тупоконечные, 1-5 мм длиной. Листовая пластинка заострённая, достигает 4-20 см в длину и до 12 мм в ширину. Она плоская, серо-зелёная, слегка опушена или голая.

### Генеративные органы
Беловатые, бледно-серые или пурпурные цветки собраны в колосья узкояйцевидной или яйцевидной формы, сначала очень плотные, но по мере созревания более рыхлые. Продолговатые или эллиптические колоски достигают 4-6 мм в длину. Нижние цветки двуполые, верхние — мужские. Тонкие, как бумага колосковые чешуи по длине равны колоскам, на концах они опушены, с неэластичными жилками. Нижние — узколанцетные, верхние — яйцевидные или эллиптические. Цветковые чешуи достигают 2,5-3 мм в длину и полностью закрываются колосковыми чешуями. Верхняя их поверхность гладкая или чуть опушённая, блестящая. Нижние — тупоконечные и безостые, верхние имеют одну ость, проходящую с нижней стороны листа недалеко от его кончика. Ость длиной 3,5-5 мм, плохо сгибается и выходит за пределы цветковой чешуи.
От бухарника шерстистого (лат. Holcus lanatus) этот вид отличается наличием корневищ и опушением междоузлий.

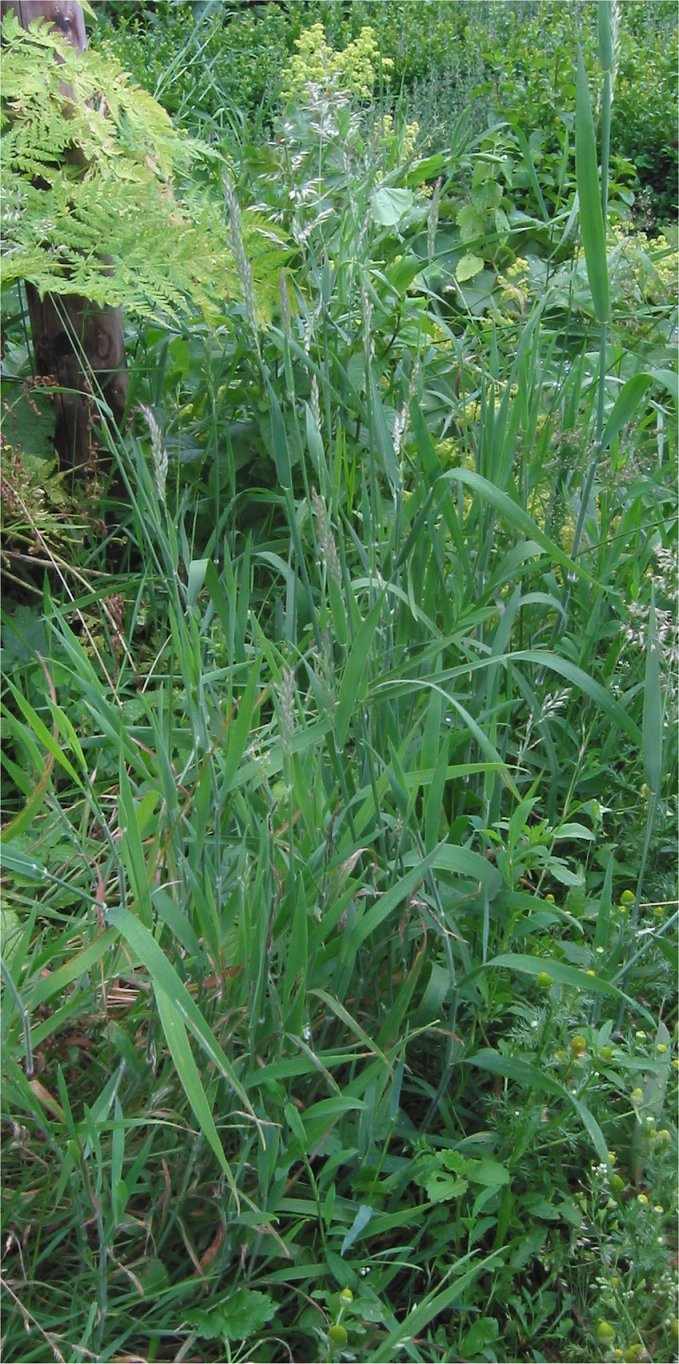
Общий вид взрослого растения
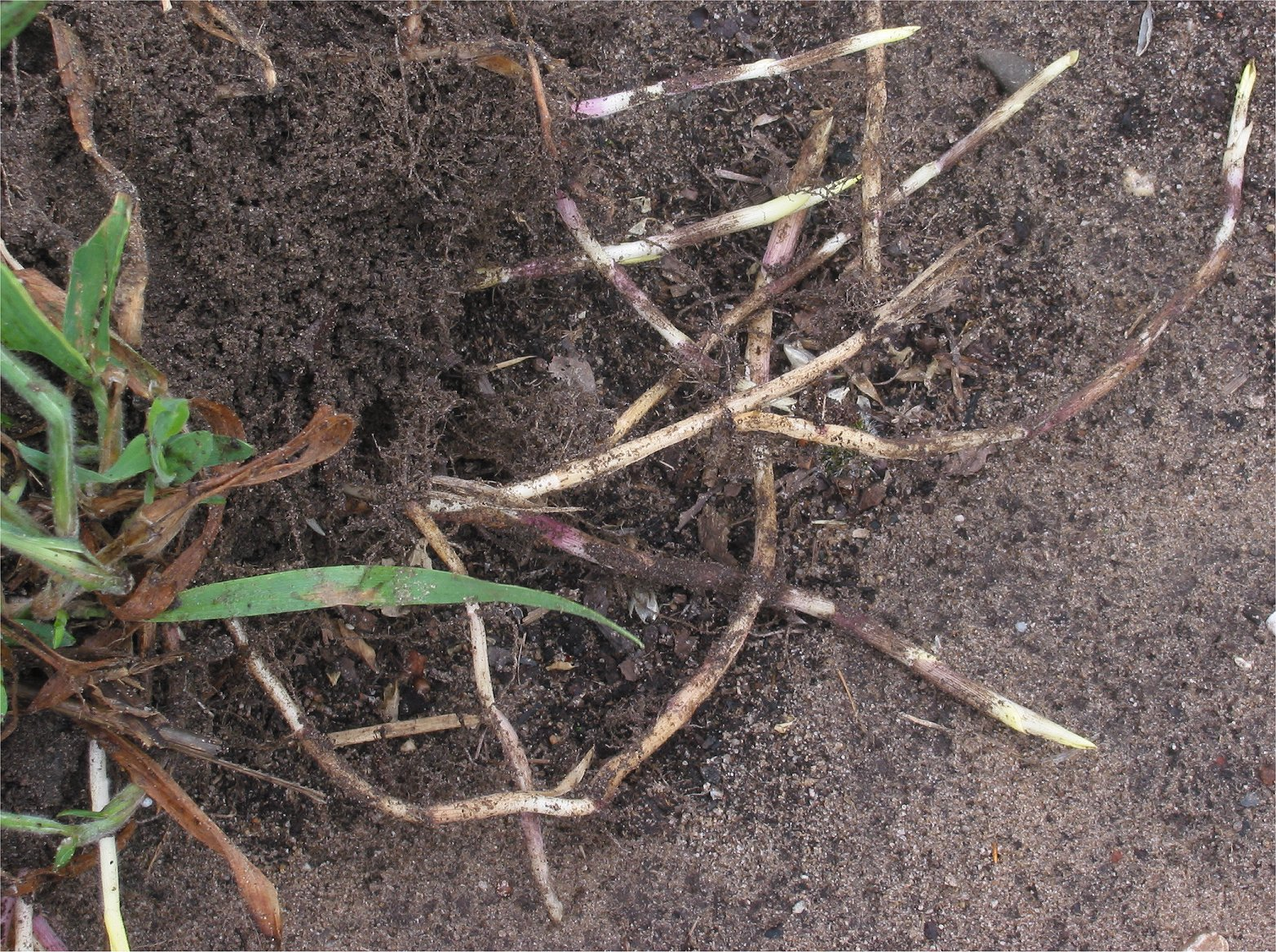
Корневища
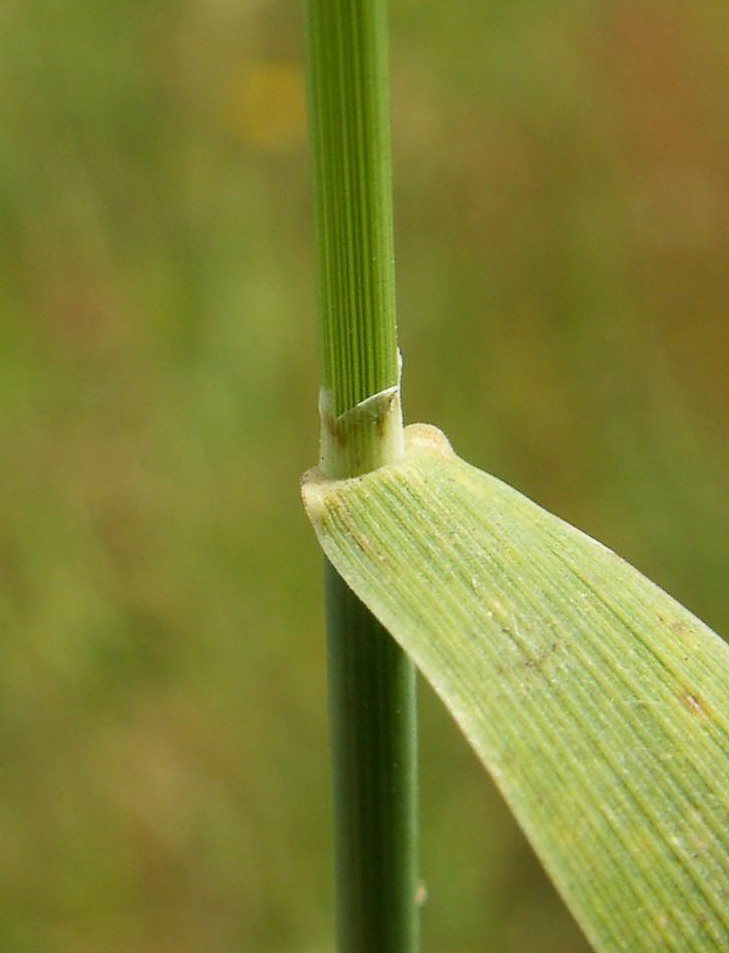
Лигула
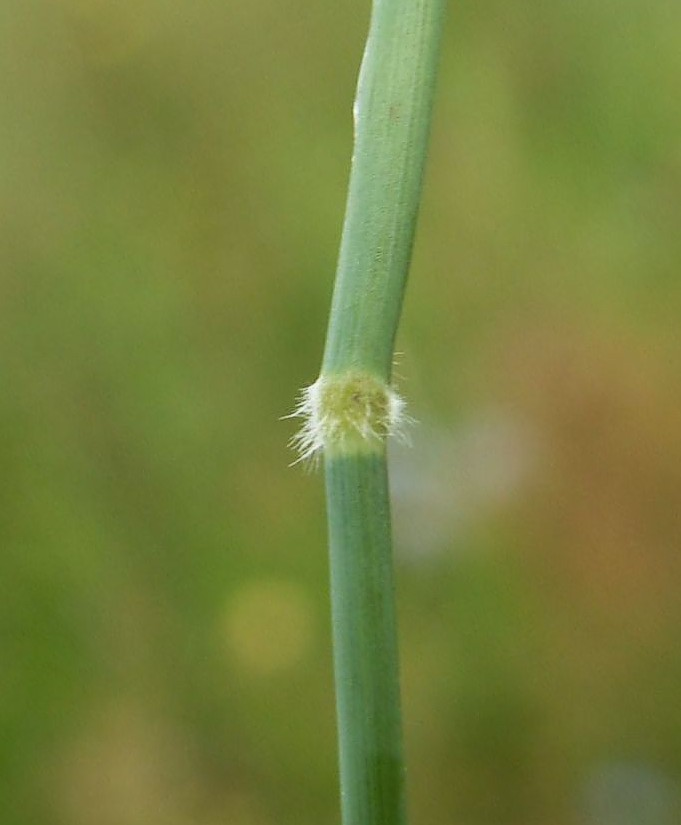
Стебель и опушённый узел
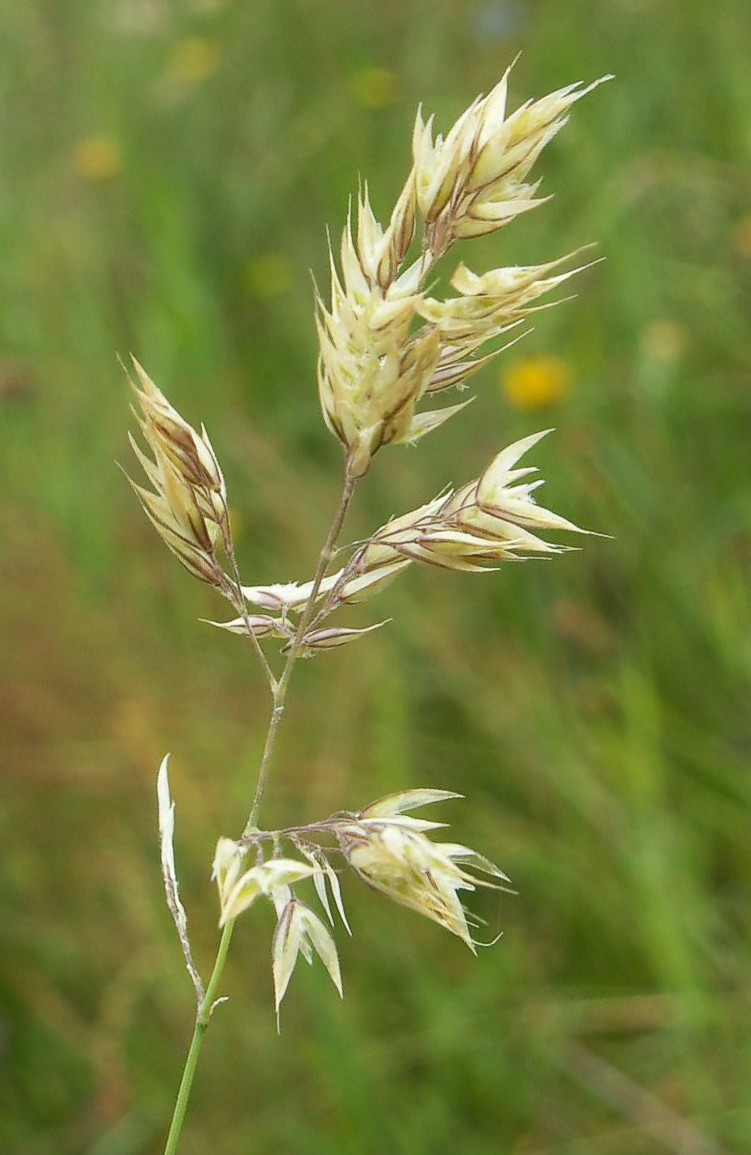
Соцветие
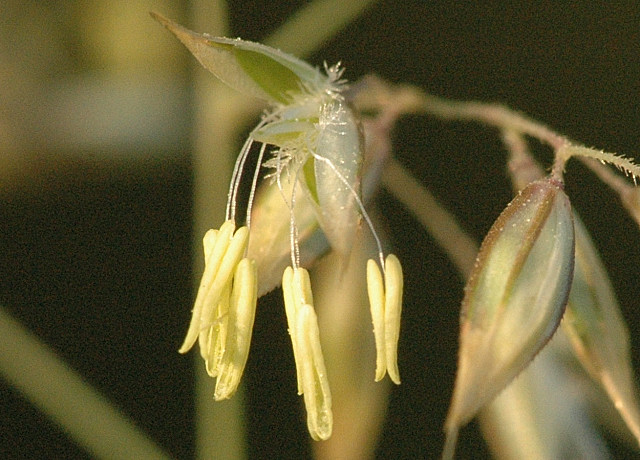
Цветки

## Гибриды и разновидности
В Великобритании встречается пентаплоидный вариант бухарника мягкого; он стерилен, однако размножается вегетативно. H. mollis var. variegatus имеет бело-зелёные листья и иногда выращивается как культурное растение.
Мужской стерильный гибрид с бухарником шерстистым (лат. Holcus lanatus) имеет 2n = 21 хромосому. По морфологическим особенностям гибриды похожи на бухарник шерстистый.

## Условия обитания
Бухарник мягкий хорошо растёт на лесных полянах и в молодой лесной поросли. Рост и цветение ограничиваются разрастанием лесного полога. В лесной растительности он всегда является реликтом, однако выживает на лугах и открытых пространствах, образовавшихся после вырубки леса, несмотря на то, что любит тень. Он произрастает в основном на влажных, хорошо дренированных кислых почвах, как правило, лёгкой и средней текстуры и с большим содержанием органического вещества, отсутствует на щелочных и богатых известью почвах. Зачастую растёт вместе с папоротниками.

## Экология
Гусеницы некоторых бабочек используют бухарник мягкий как пищевое растение, например, гусеницы бабочек вида Thymelicus lineola.

## Значение и применение
Вредное кормовое растения. У крупного рогатого скота и лошадей может вызывать воспаление слизистых оболочек рта и дёсен. Скошенный на сено даёт грубый, малопитательный корм. Благодаря своим длинным корневищам может использоваться для укрепления песков.
В ходе исследования семян различных зерновых культур на наличие семян сорняков, проведённого в центре южной Англии в 1982 году, семена бухарника мягкого были обнаружены в 1 % проб озимого ячменя, но не был обнаружен в озимой пшенице и весеннем ячмене.
Каждый маленький кусочек корневища способен развиться в самостоятельное растение, из-за чего он является злостным сорняком. Исследования показали, что на 150—200 мм поверхности 0,093 м² почвы, заражённой корневищами этого растения, может содержать корневища общей длиной 34 м, а суммарная их масса оценивается как 7,5 тонн с одного акра.